# Miss Panamá 2015
Miss Panamá 2015 la 49.ª  certamen anual del concurso Miss Panamá se llevó a cabo en el Centro de Convenciones Megapolis del Hard Rock Hotel Panamá, Panamá, Panamá, el 24 de agosto de 2015.
Esta es la quinta edición del certamen, bajo la dirección de la OMP (Organización Miss Panamá) presidida por Marisela Moreno ex Miss Mundo Panamá, y fue transmitido en directo por Telemetro Canal 13. 24 concursantes de todo Panamá competieronn por la prestigiosa corona. Miss Panamá 2015 Yomatsy Hazlewood de Darién y Miss Panamá Mundo 2015 Nicole Pinto de Panamá Oeste coronaron a Gladys Brandao Amaya de Los Santos y Diana Jaén  de Coclé respectivamente al final del evento como las nuevas Miss Panamá y Miss Panamá Mundo, quienes obtienen el derecho de representar a Panamá en el Miss Universo 2015 y Miss Mundo 2015 respectivamente.
Por tanto este año como el anterior se aplicó un nuevo cambio, regreso la competencia final titulada  "Miss Panamá, belleza con propósito", donde 24 chicas compitieron por ser la ganadora del título de Miss Mundo Panamá 2015.
Gladys Brandao Miss Panamá 2015 compitió en Miss Universo 2015, el 64.ª  concurso de Miss Universo, que tuvo lugar el 20 de diciembre de 2015 en The AXIS en Las Vegas, Nevada, Estados Unidos. Diana Jaén Miss Panamá Mundo representó a Panamá en el concurso Miss Mundo 2015 celebrado el 19 de diciembre de 2015 en el Teatro Crown of Beauty Theatre en Sanya, China.

## Resultados Finales

### Lugares
| Resultados Finales | Concursante                                          |
| ------------------ | ---------------------------------------------------- |
| Miss Panamá 2015   | Los Santos (Miss Los Santos) - Gladys Brandao        |
| 1ªfinalista        | Herrera (Miss Pese)-Joseline Pinto                   |
| 2ªfinalista        | Colón (Miss Puerto Pilón) - Jhasmeiry Herrera        |
| 3ªfinalista        | Bocas del Toro (Miss Bocas del Toro) -Estefanía Mora |
| 4ªfinalista        | Darién (Miss Darién)- Leydis González                |

### Premios especiales
| Premio               | Concursante                                    |
| -------------------- | ---------------------------------------------- |
| Miss Fotogenica      | - Miss Potrerillos- Valeria Selles             |
| Mejor Rostro         | - Miss Pese-Joseline Pinto                     |
| Miss Excelencia 2015 | - Miss Los Santos - Gladys Brandao Amaya       |
| Miss Educación       | - Miss Veraguas -Catherine Agrazal             |
| Mejor Silueta        | - Miss Pese-Joseline Pinto                     |
| Mejor Cabello Chi    | - Miss Villa de los Santos-Alexandra Arosemena |
| Mejor Evolución      | - Miss Pacora - Jenise Richards McKenzie       |
| Miss Top Model       | - Miss Pedregal -Marelys Medina                |
| Miss Fitness         | - Miss San Francisco -Natalie Abad             |
| Miss Beach Beauty    | - Miss Pese-Joseline Pinto                     |
| Miss Multimedia      | - Miss Veraguas -Catherine Agrazal             |
| Miss Amistad         | - Miss Comarcas - Daniela Ochoa                |
| Mejor Talento        | - Miss Los Santos - Gladys Brandao Amaya       |

## Competencia Trajes Típico
Este año el concurso, se celebró el día de la preliminar. Es una competición que muestra la riqueza del país consagrado en los trajes coloridos y fascinantes hechos por diseñadores panameños que combinan el pasado y el presente de Panamá. El traje ganador lo portara la representante de Panamá en el Miss Universo 2015.
| Resultados Finales |                                | Diseñador            | Tema                                           |
| ------------------ | ------------------------------ | -------------------- | ---------------------------------------------- |
| Ganador            | Mejor traje para Miss Universo | Javier Hernández     | "“Las tumbas Doradas de Sitio Conte en Panamá" |
| primera finalista  |                                | Juan Carlos Robinson | "Fiestas de mi Panamá" "Las Vacas locas"       |

## Preliminar
Celebrada unos días antes de la noche final las candidatas fueron calificadas en traje de baño y entrevista personal.

## Jurados
- Virginia Hernández - Miss Mundo Panamá 2013
- Maricely González - Miss Mundo  Panamá 2012
- Irene Núñez - Miss Mundo Panamá 2011
- Yesenia Casanova - Miss Mundo Panamá 1999
- Madeleine Legnadier - Miss Mundo Panamá 1990
- Ricardo Quintero - Fotógrafo
- Orly Benzacar
- José Luis Rodríguez
- Maria Fernanda Maduro
- Michael Horth
- Roko Ivan Setka

## Candidatas Oficiales (24 Finalistas)
Estas son las candidatas seleccionadas para esta edición.
| Provincia      | Representación           | Candidata                          | Edad | Estatura (m)   | Ciudad Natal     |
| -------------- | ------------------------ | ---------------------------------- | ---- | -------------- | ---------------- |
| Chiriquí       | Miss Alanje              | Sarai Berenice Cervera Ortega      | 19   | 0 m (-0′ 0″)   | Chiriquí         |
| Bocas del Toro | Miss Bocas del Toro      | Estefanía Mora Quirós              | 24   | 0 m (-0′ 0″)   | Ciudad de Panamá |
| Chiriquí       | Miss Bugaba              | Yulieth Rivera                     | 24   | 0 m (-0′ 0″)   | Chiriquí         |
| Panamá         | Miss Chame               | Nayomi A. Mendoza                  | 24   | 0 m (-0′ 0″)   | Ciudad de Panamá |
| Herrera        | Miss Chitre              | Yirieth Noemí Nieto Reyes          | 20   | 0 m (-0′ 0″)   | Herrera          |
| Coclé          | Miss Coclé               | Diana Jaén                         | 23   | 0 m (-0′ 0″)   | Coclé            |
| Comarcas       | Miss Comarcas            | Daniela Ochoa Barragan             | 21   | 0 m (-0′ 0″)   | Ciudad de Panamá |
| Darién         | Miss Darién              | Leydis Maibeth González Rivas      | 17   | 0 m (-0′ 0″)   | Darién           |
| Panamá Este    | Miss Don Bosco           | Nahitsory González                 | 25   | 0 m (-0′ 0″)   | Ciudad de Panamá |
| Panamá         | Miss Las Cumbres         | Sonia Patricia Velásquez Lezcano   | 24   | 0 m (-0′ 0″)   | Ciudad de Panamá |
| Los Santos     | Miss Los Santos          | Gladys Brandao Amaya               | 24   | 0 m (-0′ 0″)   | Los Santos       |
| Panamá Este    | Miss Madugandí           | Beatriz Silva                      | 23   | 0 m (-0′ 0″)   | Ciudad de Panamá |
| Panamá         | Miss Pacora              | Jenise Elaine Richards McKenzie    | 24   | 0 m (-0′ 0″)   | Ciudad de Panamá |
| Panamá         | Miss Panamá Centro       | Génesis Christine Arjona Gómez     | 22   | 1,75 m (5′ 9″) | Ciudad de Panamá |
| Panamá Oeste   | Miss Panamá Oeste        | Lissa Gutiérrez                    | 25   | 0 m (-0′ 0″)   | Panamá Oeste     |
| Panamá Este    | Miss Pedregal            | Marelys Medina Gómez               | 21   | 0 m (-0′ 0″)   | Ciudad de Panamá |
| Herrera        | Miss Pese                | Joseline Pinto De Gracia           | 19   | 0 m (-0′ 0″)   | Herrera          |
| Chiriquí       | Miss Potrerillos         | Valeria Selles                     | 18   | 0 m (-0′ 0″)   | Chiriquí         |
| Colón          | Miss Puerto Pilón        | Jhasmeiry Herrera                  | 20   | 0 m (-0′ 0″)   | Ciudad de Colón  |
| Colón          | Miss San Cristóbal       | Nikkei Brathwhite                  | 19   | 0 m (-0′ 0″)   | Ciudad de Colón  |
| Panamá         | Miss San Francisco       | Natalie Abad                       | 23   | 0 m (-0′ 0″)   | Ciudad de Panamá |
| Panamá         | Miss Tocumen             | Francheska Edith Francisco         | 22   | 0 m (-0′ 0″)   | Ciudad de Panamá |
| Los Santos     | Miss Villa de los Santos | Alexandra Victoria Arosemena Araúz | 23   | 0 m (-0′ 0″)   | Los Santos       |
| Veraguas       | Miss Veraguas            | Catherine Argelia Agrazal Pinilla  | 23   | 0 m (-0′ 0″)   | Santiago         |

### Show de Presentación
Esta competencia preliminar también llamada Show Preliminar y Consejo de las Misses se celebró el 3 de agosto de 2015, es la noche, cuando los veinticuatro finalistas oficiales fueron seleccionadas para la final del Miss Panamá 2015. Un jurado, junto con el asesoramiento de las misses, las finalistas son seleccionadas sobre la base de los resultados de las chicas durante el evento en traje de baño y las categorías de vestido.

## Concurso Preliminar
Concursantes que formaron parte del top 30, eliminadas en la gala preliminar celebrada el 3 de agosto de 2015.
| Estado       | Representación   | Candidata           | Ciudad Natal     |
| ------------ | ---------------- | ------------------- | ---------------- |
| Chiriquí     | Miss Boquete     | Keyla Al Halabi     | Chiriquí         |
| Colón        | Miss Chagres     | Madeleine Medianero | Ciudad de Colón  |
| Los Santos   | Miss Las Tablas  | Rita Tello          | Los Santos       |
| Panamá Oeste | Miss San Carlos  | Gianilliz Goico     | Ciudad de Panamá |
| Herrera      | Miss Santa María | Naomi García        | Herrera          |

## Significado Histórico
1. Se utilizaron diferentes regiones y provincias este año, cambiando el formato de nomenclatura utilizada anteriormente.
2. Puerto Pilón (Colón) retorna al top 6, luego de su clasificación en 2013.
3. Darién clasifica por segundo año consecutivo al top 6.
4. Bocas del Toro no clasificaba desde 2012.
5. Panamá Centro no logra clasificar por segundo año consecutivo.
6. Veraguas clasifica por quinto año consecutivo bajo la Organización Miss Panamá (OMP).
7. Coclé obtiene la tercera corona de Miss Panamá para Miss Mundo.
8. Pese (Herrera) logra su primera clasificación con el formato de nomenclatura y la tercera para la provincia desde 2012.
9. Los Santos obtiene la octava corona de Miss Panamá para Miss Universo.

## Miss Panamá Mundo
El certamen de Miss Mundo Panamá se llevó a cabo en el Centro de Convenciones Megapolis del Hard Rock Hotel Panamá, Panamá, Panamá, el ., Panamá, Panamá, . Alrededor de 24 participantes de todo Panamá se disputaron el prestigioso título. Este año, por decisión de la Organización internacional de Miss Mundo, la elección de la nueva soberana mundial se llevará a cabo en una competencia independiente a la elección nacional tradicional. Nicole Pinto Miss Panamá Mundo 2014 coronó a Diana Jaén como su sucesora al final del evento.

### Ganadora
| Resultados Finales     | Concursante                                   |
| ---------------------- | --------------------------------------------- |
| Miss Panamá Mundo 2015 | Coclé (Miss Coclé) - Diana Jaén               |
| 1ªfinalista            | Los Santos (Miss Los Santos) - Gladys Brandao |
| 2ª finalista           | Herrera (Miss Pese)- Joseline Pinto           |

## Calendario de eventos
Miss Panamá 2015
- Show de presentación y preliminar, lunes 3 de agosto.

- Noche final, coronación de Miss Panamá 2015, lunes 24 de agosto.